# Parasyrisca mikhailovi
Parasyrisca mikhailovi Ovtsharenko, Platnick & Marusik, 1995 è un ragno appartenente alla famiglia Gnaphosidae.

## Etimologia
Il nome della specie è in onore dell'aracnologo russo Kirill Mikhailov (1961-).

## Caratteristiche
L'olotipo femminile rinvenuto ha lunghezza totale è di 15,00mm; la lunghezza del cefalotorace è di 5,25mm; e la larghezza è di 3,90mm.

## Distribuzione
La specie è stata reperita nella Russia caucasica: l'olotipo femminile è stato rinvenuto nei pressi di Tsei, nella catena montuosa Tsei, appartenente alla repubblica dell'Ossezia Settentrionale-Alania.

## Tassonomia
Al 2015 non sono note sottospecie e dal 2010 non sono stati esaminati nuovi esemplari.